# Gnophos corsica
Gnophos corsica är en fjärilsart som beskrevs av Charles Oberthür 1913. Gnophos corsica ingår i släktet Gnophos och familjen mätare. Inga underarter finns listade i Catalogue of Life.